# Projeção cônica

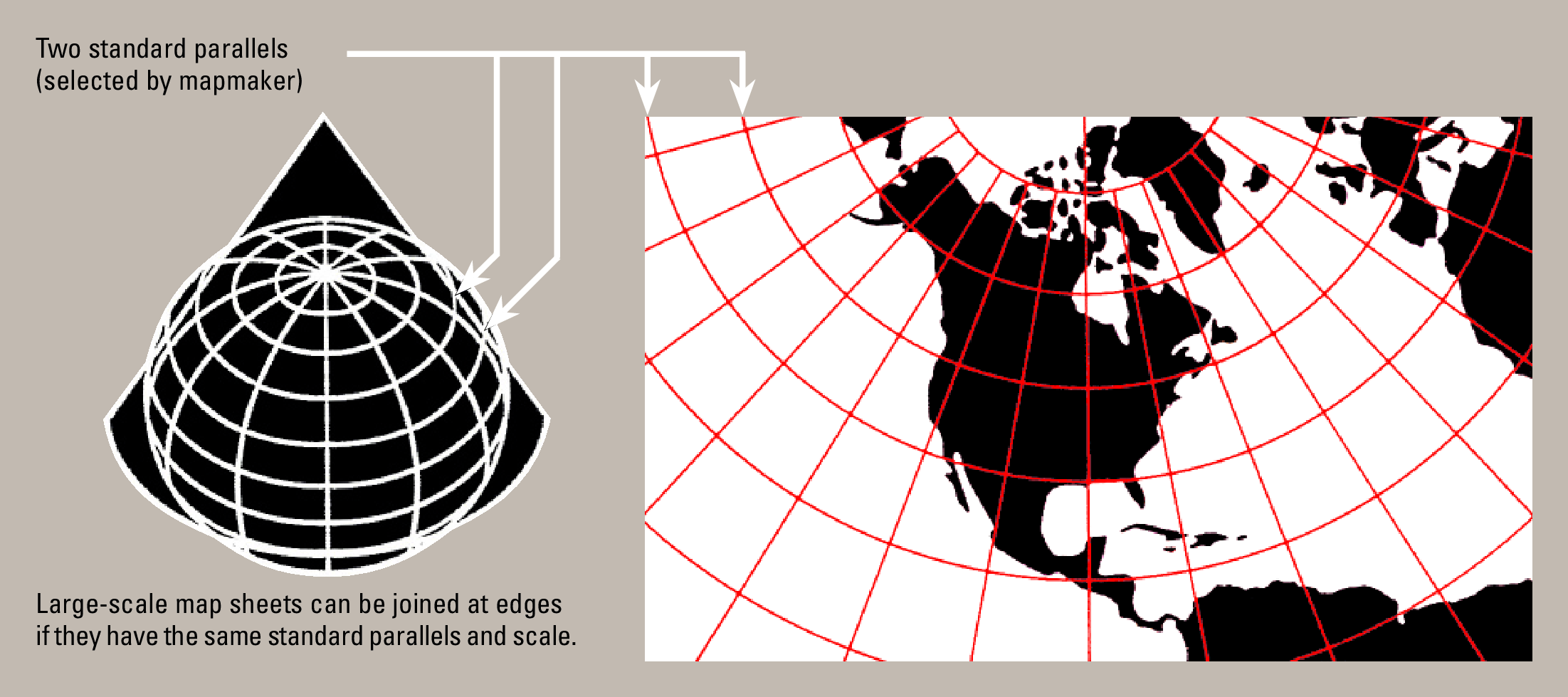
Projeção cônica de Lambert

Projeção cônica é um tipo de projeção cartográfica em que a superfície da Terra é representada, sobre um cone imaginário, que está em contato com a esfera em determinado paralelo, ou em que o cone intercepta a esfera em dois paralelos.
Por essa projeção, obtém-se mapas ou cartas com meridianos formando uma rede de linhas retas, que convergem para um ponto, e paralelos constituindo círculos concêntricos que têm este ponto como centro. Um dos pólos (e, eventualmente, o outro) é representado por este ponto de convergência, ou por um arco de círculo cujo centro é este ponto.
Na projeção cônica, as deformações são pequenas próximo ao(s) paralelo(s) de contato, mas tendem a aumentar à medida que as zonas representadas estão mais distantes.
Deve-se recorrer a este tipo de projeção para representar mapas regionais, onde são apresentadas apenas pequenas partes da superfície terrestre.

## Exemplos
- Projeção de Albers - igual área

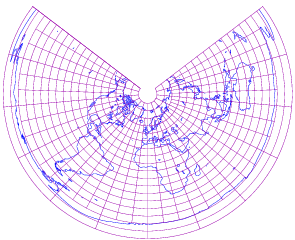
Mapa do mundo na projeção cônica equidistante meridiana. Observa-se que os dois pólos são representados por círculos

- Projeção cônica conforme de Lambert - desenvolvida por Johann Heinrich Lambert
- Projeção cônica equidistante meridiana - desenvolvida por Cláudio Ptolomeu